# Les Terres froides (film)
Ne doit pas être confondu avec Terres froides ou Les Terres froides (récit).
Pour plus de détails, voir Fiche technique et Distribution.
Les Terres froides est un téléfilm français de Sébastien Lifshitz produit en 1999.

## Synopsis
Djamel, renvoyé de son boulot, quitte Paris pour Grenoble et devient manutentionnaire. Il drague la secrétaire, mais il éprouve une curiosité étrange pour son patron. Finalement il couche avec le fils de ce dernier qui a son âge. C'est alors que des révélations vont bouleverser la situation...

## Fiche technique
- Titre français : Les Terres froides
- Réalisateur : Sébastien Lifshitz
- Scénariste : Stéphane Bouquet et Sébastien Lifshitz
- Photographie : Pascal Poucet
- Montage : Yann Dedet
- Décors : Laurent Gantès
- Costumes : Elisabeth Mehu
- Production : Gilles Sandoz
- Société de production : Agat Films & Cie et La Sept-Arte
- Pays d'origine :  France
- Genre : drame
- Durée : 62 minutes
- Date de première diffusion : 17 mars 2000

## Distribution
- Yasmine Belmadi : Djamel
- Bernard Verley :  Monsieur Chamblasse
- Sébastien Charles : Laurent
- Hassan Koubba : le garçon de Belleville
- Valérie Donzelli : Isabelle
- Éric Savin : Marc